# Mátrix – Újratöltve
A Mátrix – Újratöltve (The Matrix Reloaded) egy 2003-ban bemutatott science fiction akciófilm Larry Wachowski és Andy Wachowski írásában és rendezésében, mely a Mátrix c. film folytatása. A főszerepeket Keanu Reeves, Laurence Fishburne, Carrie-Anne Moss és Hugo Weaving játsszák.
Amerikában 2003. május 15-én mutatták be. A film egy olyan disztopikus jövőt fest meg, melyben az érzékelt világ valójában a Mátrix, egy szimulált valóság, melyet a mesterséges intelligenciával rendelkező gépek alkottak meg. A film számos utalást tartalmaz a cyberpunk és hacker szubkultúrákra.

## Cselekmény
|  | Alább a cselekmény részletei következnek! |

Neo visszatér a Mátrixba, hogy elpusztítsa azt. Az Orákulum jóslata szerint el kell hozniuk a Kulcskészítő nevű személyt a Merovingi házából, mert csak ő képes eljutni a Forráshoz, a Mátrix központjához. Ha eljutnak a Forráshoz, akkor sikerül elpusztítani a Mátrixot, így véget érhet a háború. Az idő azonban sürget, mert a gépek minden idők legnagyobb hadseregét indították a föld alatt lévő Zion ellen, ami az utolsó emberi város a valóságban, a kibertéren kívül. Ha a gépek hamarább jutnak el Zionba, mint Neo és csapata a Forráshoz, akkor a gépek nyerik meg a háborút. Tűzharc árán és egy látványos autósüldözés után Neo csapata kiszabadítja a Kulcskészítőt a Merovingi fogságából. Segítségével valóban eljutnak a Forráshoz, ahová csak Neo léphet be. Itt összetalálkozik az Építésszel, aki az egész Mátrixot irányítja. Megtudja tőle, hogy ő immár a 6. Kiválasztott, aki eljutott a Forráshoz, aminek elpusztítása mindenki halálát okozná. A gépek nincsenek ráutalva az emberekre, más energiaforrásra is képesek átállni. Az építész két választási lehetőséget ajánl, miközben két ajtóra mutat: "A Kiválasztott most funkciójának megfelelően visszatér a Forráshoz és elterjeszti az általa hordozott kódot újraindítván a Primer Programot. Aztán kiválasztasz a Mátrixból 23 egyedet, 16 nőt és 7 férfit, akik felépítik Ziont. Amennyiben funkcióddal ellentétesen cselekszel, a rendszer összeomlik, és minden emberi egyed, aki a Mátrixra van kötve, meghal. Mivel Zion városa megsemmisítésre kerül, ez nyilvánvalóan azt jelenti hogy az emberi faj végérvényesen kipusztul."
Neo két lehetőség közül választhat:
- Visszatér a forráshoz: ő, aki korlátlanul megszegheti a Mátrix szabályait és az emberiséget is fel akarja szabadítani alóla, teljesen aláveti magát a Mátrixnak és az Építész tervének. Újraindítja az emberiséget bebörtönző Mátrixot, törölve a halmozódó hibákat. Ezután kiválaszt 16 nőt és 7 férfit, akik megint megalapítják Ziont és újra elkezdik felépíteni az ellenállást. A későbbiekben az elégedetlen és kételkedő emberek így ismét az időről-időre pusztulásra ítélt Zionba fognak szökni, míg az emberiség továbbra is a Mátrixba zárva él.
- Ha nem tér vissza a Forráshoz, akkor a gépek Ziont rutinból elpusztítják, de ezúttal nem marad senki, aki később újra felépítse. A Mátrix pedig össze fog omlani, mert Neo nem állítja 0-ra a szabadságvágyból fakadó anomália szintjét. A rendszer összeomlása az összes Mátrixra kötött ember halálát okozza, így az emberiség kipusztul.

|  | Itt a vége a cselekmény részletezésének! |

## Szereplők
- Keanu Reeves mint Neo – László Zsolt
- Laurence Fishburne mint Morpheus – Gáti Oszkár
- Carrie-Anne Moss mint Trinity – Nagy-Kálózy Eszter
- Hugo Weaving mint Smith ügynök – Rátóti Zoltán
- Gloria Foster mint Az Orákulum – Szabó Éva
- Helmut Bakaitis mint Az Építész – Haumann Péter
- Lambert Wilson mint A Merovingi – Máté Gábor
- Monica Bellucci mint Persephone – Létay Dóra
- Adrian Rayment mint Iker 1 – Kolovratnik Krisztián
- Neil Rayment mint Iker 2 – Kolovratnik Krisztián
- Daniel Bernhardt mint Johnson ügynök – Sinkovits-Vitay András
- Collin Chou mint Seraph – Hannus Zoltán
- Nona Gaye mint Zee (Aaliyah volt eredetileg beválogatva) – Pokorny Lia
- Gina Torres mint Cas
- Anthony Zerbe mint Councillor Hamann – Avar István
- Roy Jones mint Ballard kapitány
- David A. Kilde mint Jackson ügynök
- Randall Duk Kim mint Kulcskészítő
- Harry J. Lennix mint Lock parancsnok – Bezerédi Zoltán
- Matt McColm mint Thompson ügynök
- Harold Perrineau Jr. mint Link – Kálloy Molnár Péter
- Jada Pinkett Smith mint Niobe – Bognár Gyöngyvér
- Cornel West mint Councillor West – Faragó András
- Bernard White mint Rama-Kandra
- Anthony Wong mint Ghost – Holl Nándor
- David Roberts mint Roland – Csuja Imre
- Christopher Kirby mint Mauser – Szabó Győző
- Robyn Nevin mint Councillor Dillard – Tímár Éva
- Clayton Watson mint a Kölyök – Csőre Gábor
- Steve Bastoni mint Soren – Berzsényi Zoltán
- Don Battee mint Vector – Galambos Péter
- Terrell Dixon mint Wurm – Faragó András
- Christine Anu mint Kali – Nyakó Júlia